# Bernard Ardura
Bernard Ardura O.Praem. (1 de setembre de 1948, Burdeus, França) és un sacerdot catòlic, professor, filòsof, teòleg i autor francès. És membre de l'Orde de Canonges Premonstratencs. Fou ordenat l'any 1972. Entre el període del 1991 al 2009 fou sots-secretari i secretari del Consell Pontifici de Cultura. Actualment és el nou president del Comitè Pontifici de Ciències Històriques.

## Biografia
Quan era jove descobrí la seva vocació religiosa i decidí entrar al Seminari de l'Orde de Canonges Premonstratencs, on realitzà la seva formació eclesiàstica i feu cursos de filosofia i teologia. Finalment el dia 16 de desembre del 1972 fou ordenat sacerdot per a l'arxidiòcesi de Burdeus per l'arquebisbe metropolità Marius Maziers.
Després de la seva ordenació es traslladà a Itàlia per completar-hi els seus estudis en la Pontifícia Universitat Gregoriana, i després tornar a França per estudiar a la Universitat Catòlica de Lió, on en acabar la seva formació superior, passà a treballar com a professor de teologia dogmàtica i teologia espiritual d'aquesta universitat.
El 1987 fou criat a Roma per ser arxivista i bibliotecari de la Cúria General del seu orde. L'any següent entrà a la Santa Seu com a consultor de la Congregació per a les Causes dels Sants i del Consell Pontifici per al Diàleg Intereligiós.
El 1991 el papa Joan Pau II el designà com sots-secretari del Consell pontifici per a la Cultura i el 22 d'abril del 1997 com a secretari.

## Obres
- La spiritualité eucharistique, CLD 1982, ISBN 978-2854430202
- Nicolas Psaume, 1518 - 1575 évêque et Comte de Verdun, Cerf 1990
- Saint Bernard de Clairvaux, Association sacerdotale Lumen gentium 1991
- Prémontrés en Bohème, Moravie et Slovaquie, Univerzita Karlova v Praze 1993, ISBN 978-8070667682, zusammen mit Karel Dolista
- Prémontrés histoire et spiritualité, Université de Saint-Etienne 1995, ISBN  978-2862720739
- The order of Prémontré: history and spirituality, Paisa Pub. Co. 1995
- Premostratensi: nove secoli di storia e spiritualità di un grande ordine religioso, Edizioni Studio Domenicano 1997, ISBN 978-8870942668
- La réforme catholique: renouveau pastoral et spirituel, Messène 1998, ISBN 978-2911043604
- Culture, incroyance et foi: nouveau dialogue, Ed. Studium 2004, ISBN 978-8838239618, zusammen mit Paul Poupard (hrsg.), Jean-Dominique Durand